# Esther Martín-Pozuelo
Esther Martín-Pozuelo (Daimiel, Castella la Manxa, 8 d'octubre de 1998) és una futbolista espanyola, que juga com a defensa lateral al València CF.
Comença a jugar amb l'equip de Daimiel el 2014, i entre 2015 i 2017 va jugar a La Solana. Amb el CD Tacón de Madrid va aconseguir l'ascens a la Primera divisió per a la temporada 2019-20. El 13 de juliol del 2020 va fitxar pel València per dos temporades.